# Clases de ferrocarril

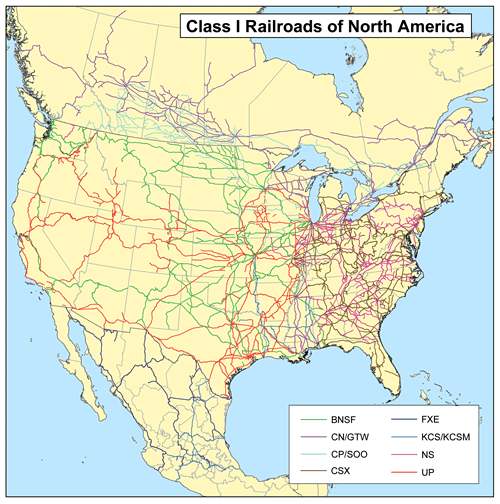
Ferrocarriles Clase I en América del Norte en 2006.

Las clases de ferrocarril son el sistema mediante el cual se designan los ferrocarriles de carga en los Estados Unidos. Los ferrocarriles se asignan a las Clases I, II o III según los criterios de ingresos anuales establecidos originalmente por la Junta de Transporte de Superficie en 1992. Con ajustes anuales por inflación, los umbrales de 2019 fueron de 504.803.294 dólares estadounidenses para los transportistas de Clase I y de 40.384.263 dólares para los transportistas de Clase II. (Los transportistas más pequeños eran Clase III por defecto).
Hay seis compañías ferroviarias de carga de Clase I en los Estados Unidos: BNSF Railway, CSX Transportation, Canadian National Railway, CPKC, Norfolk Southern Railway y Union Pacific Railroad. Canadian National también opera en Canadá y CPKC opera en Canadá y México.
Además, el ferrocarril nacional de pasajeros de los Estados Unidos, Amtrak, calificaría como Clase I si fuera un transportista de carga, al igual que el servicio de pasajeros Via Rail de Canadá. El ferrocarril de carga Ferromex de México también calificaría como Clase I, pero no opera dentro de Estados Unidos.

## Historia
Inicialmente en 1911, la Interstate Commerce Commission (ICC) clasificó los ferrocarriles según sus ingresos brutos anuales. Los ferrocarriles de Clase I tenían unos ingresos operativos anuales de al menos 1 millón de dólares, mientras que los ingresos de los ferrocarriles de Clase III eran inferiores a 100.000 dólares al año. Todas esas empresas estaban sujetas a requisitos de presentación de informes trimestrales o anuales. Si un ferrocarril caía por debajo de su umbral de calificación de clase durante un período, no necesariamente era degradado de inmediato. En 1925, la ICC informó sobre 174 ferrocarriles Clase I, 282 ferrocarriles Clase II y 348 ferrocarriles Clase III.
El criterio de 1 millón de dólares establecido en 1911 para un ferrocarril de Clase I se utilizó hasta el 1 de enero de 1956, cuando la cifra se incrementó a 3 millones de dólares. En 1956, la ICC contó 113 ferrocarriles operativos de transporte de línea Clase I (excluyendo "3 compañías de clase I en sistemas") y 309 ferrocarriles de Clase II (excluyendo "3 compañías de clase II en sistemas"). La categoría Clase III se eliminó en 1956 pero se restableció en 1978. En 1963, el número de ferrocarriles de Clase I se había reducido a 102; los límites se incrementaron a $ 5 millones en 1965, a $ 10 millones en 1976 y a $ 50 millones en 1978, momento en el que sólo 41 ferrocarriles calificaban como Clase I.
En una medida especial en 1979, todos los ferrocarriles de conmutación y terminales fueron rede signados como Clase III, incluso aquellos con ingresos de Clase I o Clase II.
A principios de 1991, dos ferrocarriles de Clase II, Montana Rail Link y Wisconsin Central, pidieron a la Interstate Commerce Commission (ICC) que aumentara el criterio de ingresos operativos mínimos anuales (establecidos entonces en 93,5 millones de dólares estadounidenses) para evitar ser redesignados como Clase I, lo que han resultado en mayores costos administrativos y legales. El criterio máximo de Clase II se incrementó en 1992 a $ 250 millones anuales, lo que resultó en que el Florida East Coast Railway cambiara su estatus a Clase II.
Los umbrales establecidos en 1992 fueron:
- Clase I: un transportista que obtiene ingresos superiores a 250 millones de dólares
- Clase II: un transportista que obtiene ingresos entre 20 y 250 millones de dólares.
- Clase III: un transportista que obtiene ingresos inferiores a 20 millones de dólares

Desde la disolución de la ICC en 1996, la Junta de Transporte de Superficie (STB) se ha convertido en responsable de definir los criterios para cada clase de ferrocarril. El STB continúa usando designaciones de Clase II y Clase III ya que existen diferentes regulaciones laborales para las dos clases. Los límites suelen redefinirse cada varios años para ajustarlos a la inflación y otros factores.
Las designaciones de Clase II y Clase III rara vez se utilizan fuera de la industria del transporte ferroviario. La Asociación de Ferrocarriles Americanos suele dividir a las empresas que no son de Clase I en tres categorías:
- Ferrocarril regional: operan al menos 560 km o ganan al menos 40 millones de dólares al año.
- Ferrocarril local: más pequeños que un ferrocarril regional, pero ofrecen servicio de transporte de línea.
- Ferrocarril de conmutación y terminal: principalmente cambian vagones entre otros ferrocarriles y/o prestan servicio en una terminal común.

## Clases
En los Estados Unidos, la Junta de Transporte de Superficie clasifica a los transportistas ferroviarios en Clase I, Clase II y Clase III según sus ingresos anuales. Los umbrales, ajustados por última vez a la inflación en 2019, son:
- Clase I: un transportista que obtiene ingresos superiores a $504,803,294
- Clase II: Un transportista que obtiene ingresos entre $40,387,772 y $504,803,294
- Clase III: un transportista que obtiene ingresos inferiores a 40.387.772 dólares

En Canadá, un transportista ferroviario de Clase I se define a partir de 2004 como una empresa que ha obtenido ingresos brutos superiores a 250 millones de dólares canadienses (CAD) en cada uno de los dos años anteriores.

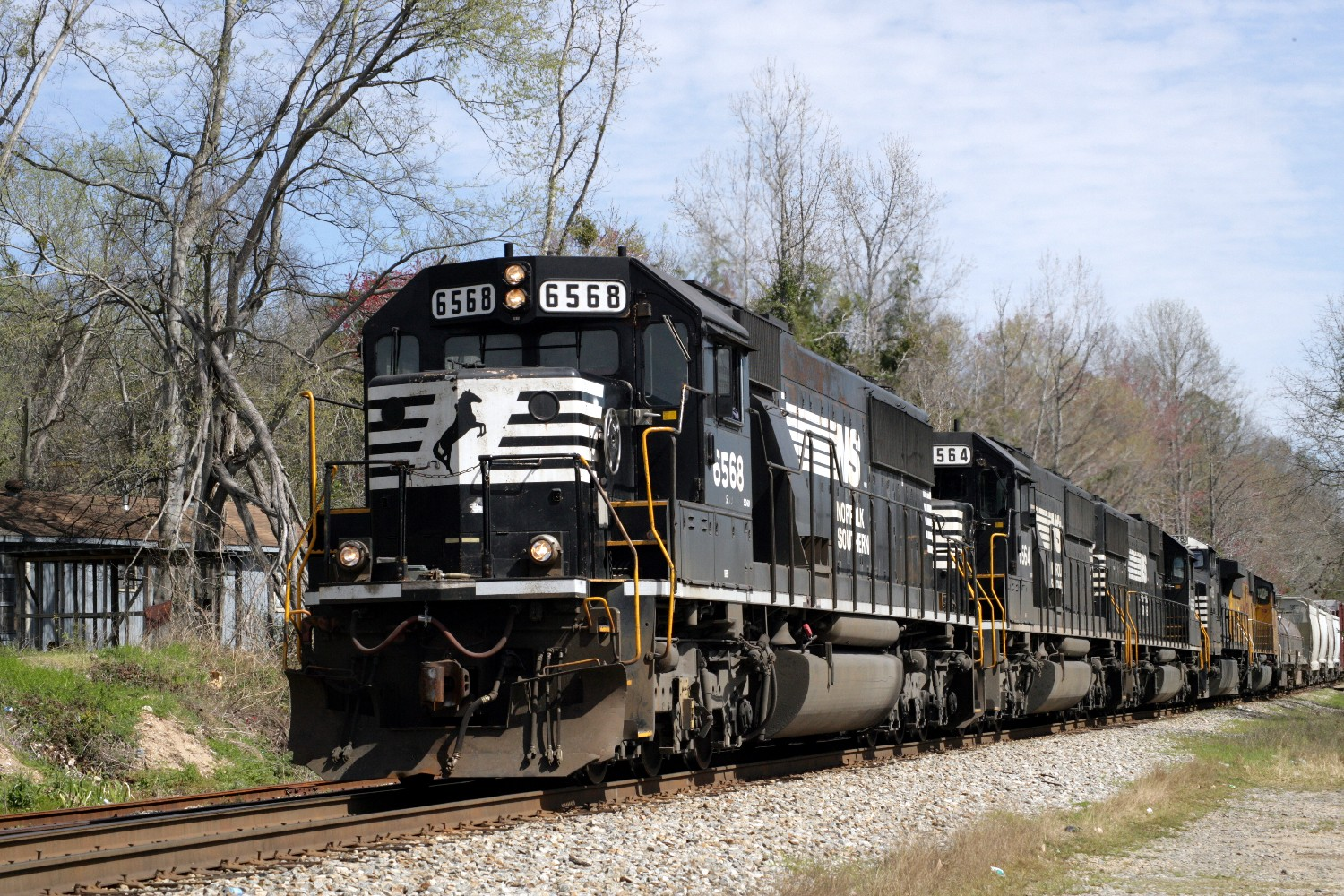
El Norfolk Southern Railway es un ejemplo típico de ferrocarril de Clase I en el este de los Estados Unidos.

### Clase I
Los ferrocarriles de Clase I son los transportistas ferroviarios más grandes de los Estados Unidos. En 1900 existían 132 ferrocarriles Clase I, pero producto de fusiones y quiebras la industria se ha consolidado y a abril de 2023, sólo quedan seis ferrocarriles de carga de Clase I.
BNSF Railway y Union Pacific Railroad tienen un duopolio sobre todas las líneas ferroviarias de carga transcontinentales en el oeste de los Estados Unidos, mientras que CSX Transportation y Norfolk Southern Railway operan la mayor parte de las vías en el este de los Estados Unidos, siendo el río Misisipi la línea divisoria aproximada. La Canadian National Railway (a través de su filial Grand Trunk Corporation) opera líneas de norte a sur cerca del río Misisipi. Canadian Pacific Kansas City, que opera como CPKC, se extiende desde el sur de Canadá y luego se dirige hacia el sur a través del centro de Estados Unidos hasta llegar al centro de México.
Además, los ferrocarriles nacionales de pasajeros de Estados Unidos y Canadá (Amtrak y Via Rail) calificarían como Clase I si fueran transportistas de carga. De manera similar, Ferromex de México calificaría como ferrocarril Clase I si tuviera vías en Estados Unidos.

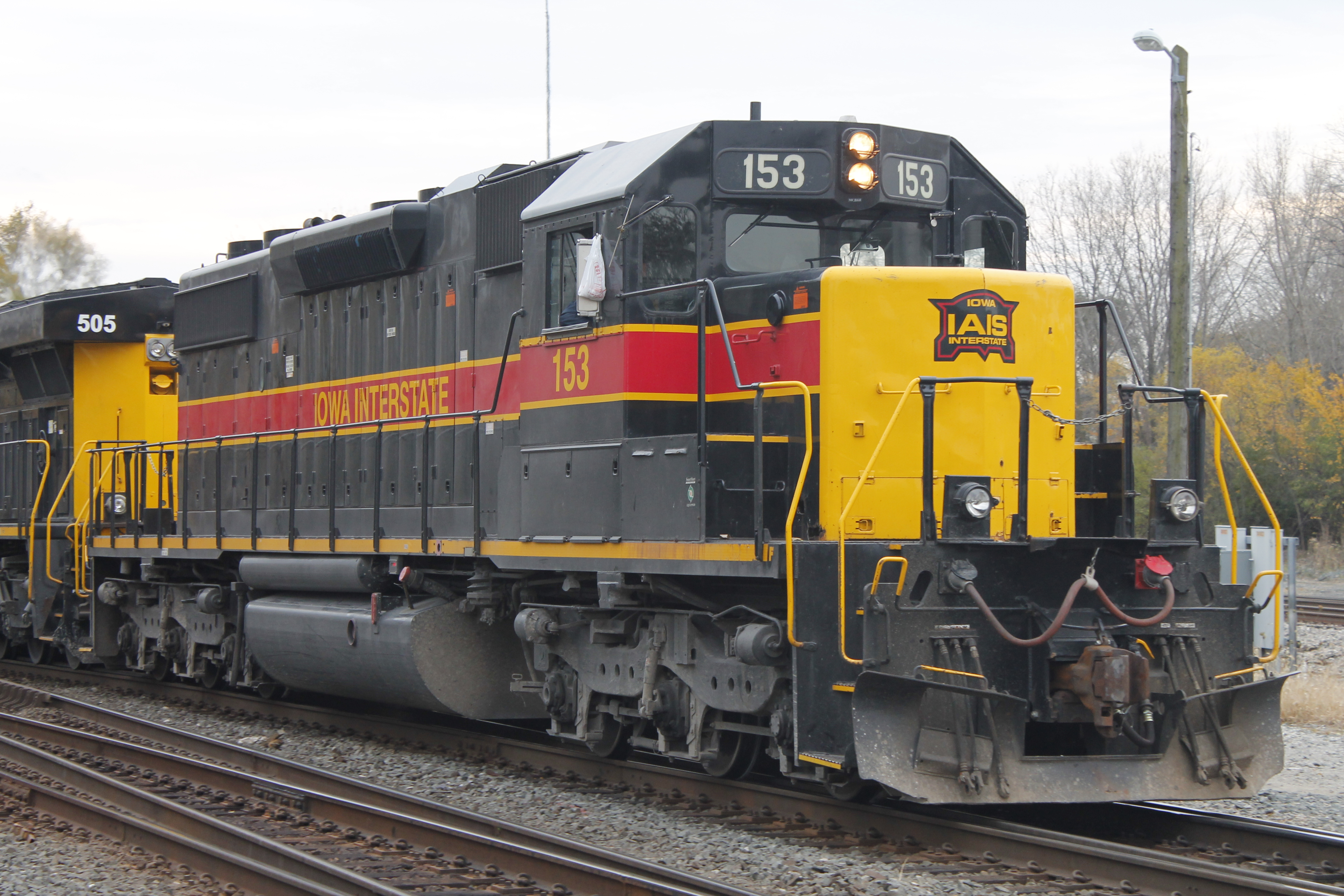
El Iowa Interstate Railroad es un ejemplo típico de ferrocarril regional de Clase II en Iowa, Nebraska e Illinois.

| Ferrocarril               | Presencia | Presencia      | Presencia |
| Ferrocarril               | Canadá    | Estados Unidos | México    |
| ------------------------- | --------- | -------------- | --------- |
| BNSF Railway              | Sí        | Sí             | No        |
| Canadian National Railway | Sí        | Sí             | No        |
| CPKC                      | Sí        | Sí             | Sí        |
| CSX Transportation        | Sí        | Sí             | No        |
| Norfolk Southern Railway  | Sí        | Sí             | No        |
| Union Pacific Railroad    | No        | Sí             | No        |

### Clase II
Un ferrocarril de Clase II en los Estados Unidos transporta carga y es de tamaño mediano en términos de ingresos operativos. Los ferrocarriles de desvío y terminales están excluidos del estatus de Clase II. Los ferrocarriles considerados por la Asociación de Ferrocarriles Americanos como "ferrocarriles regionales" suelen ser de Clase II. Algunos ejemplos de ferrocarriles de Clase II serían el Florida East Coast Railway, el Iowa Interstate Railroad y el Alabama y Gulf Coast Railway.

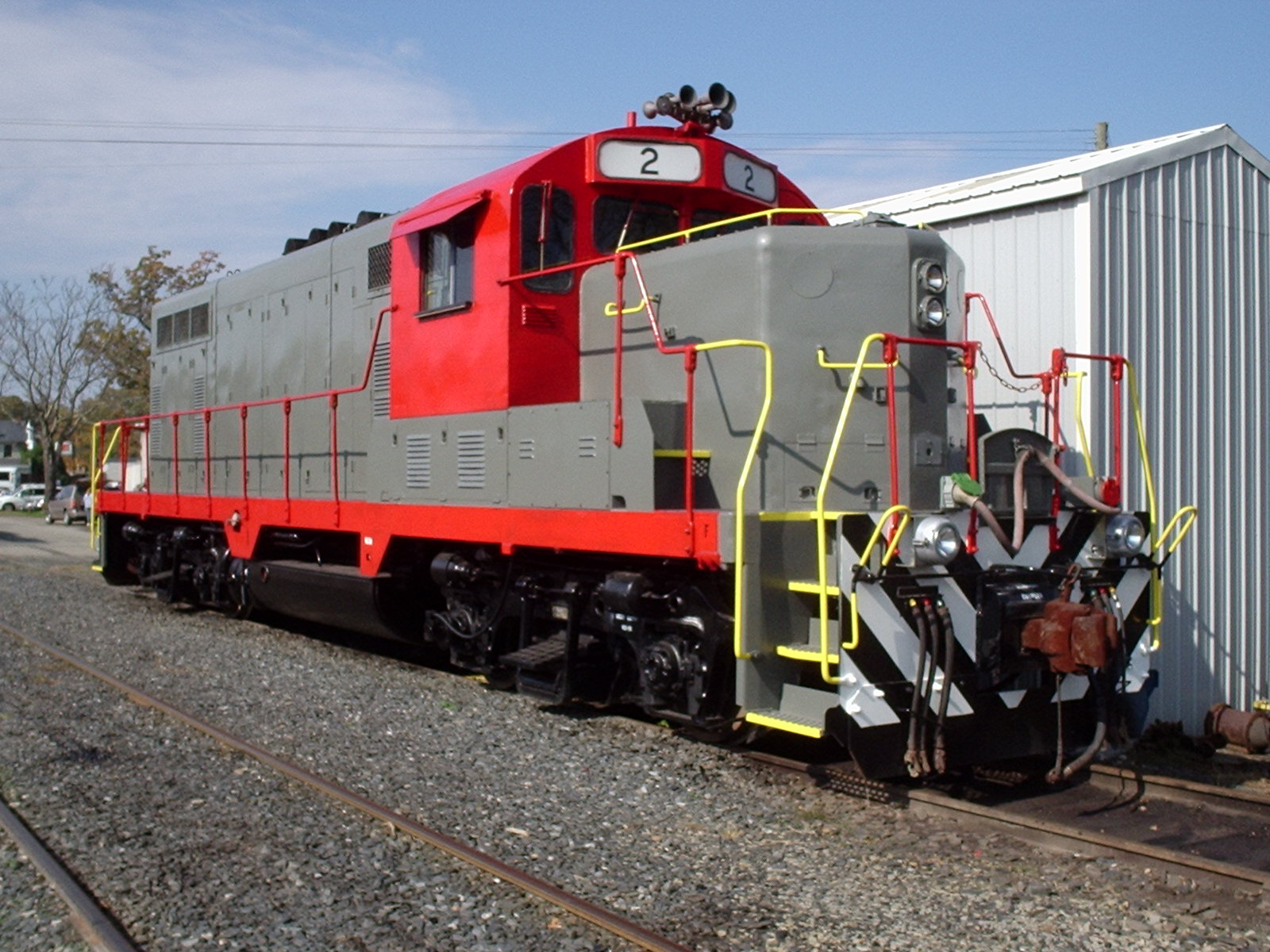
El Buckingham Branch Railroad es un ejemplo típico de línea corta de Clase III en Virginia.

### Clase III
Los ferrocarriles de Clase III son típicamente ferrocarriles locales de línea corta que sirven a un pequeño número de ciudades e industrias o transportan vagones para uno o más ferrocarriles; a menudo alguna vez habían sido ramales de ferrocarriles más grandes o incluso partes abandonadas de líneas principales. Algunos ferrocarriles de Clase III son propiedad de holdings ferroviarios como Genesee & Wyoming o Watco. Algunos ejemplos de ferrocarriles de Clase III serían el Maryland y Delaware Railroad, el San Pedro Valley Railroad y el Buckingham Branch Railroad.